# Chinese International 2001
Die Chinese International 2001 im Badminton fanden Ende Mai 2001 in China statt.

## Sieger und Platzierte
| Disziplin    | Gold                      | Silber                   | Bronze                   |
| ------------ | ------------------------- | ------------------------ | ------------------------ |
| Herreneinzel | Guo Jianhua               | Guo Zhendong             | Cheng Xiang              |
| Herreneinzel | Guo Jianhua               | Guo Zhendong             | Qiu Bohui                |
| Dameneinzel  | Zhang Lu                  | Wang Rong                | Ma Song Feng             |
| Dameneinzel  | Zhang Lu                  | Wang Rong                | Zhu Lin                  |
| Herrendoppel | Ge Cheng Tao Xiaoqiang    | Jiang Shan Yang Ming     | Chen Jibin Zhang Weihong |
| Herrendoppel | Ge Cheng Tao Xiaoqiang    | Jiang Shan Yang Ming     | Lin Ying Yan Kai         |
| Damendoppel  | Chen Xiaoli Zhang Yawen   | Han Jie Long Ying        | Liu Zhong Zhang Dan      |
| Damendoppel  | Chen Xiaoli Zhang Yawen   | Han Jie Long Ying        | Li Wei Wang Jing         |
| Mixed        | Tao Xiaolan Tao Xiaoqiang | Fan Linhua Feng Xingqiao | Zhang Tian Zhang Yawen   |
| Mixed        | Tao Xiaolan Tao Xiaoqiang | Fan Linhua Feng Xingqiao | Li Yang Zhang Zhijie     |